# Wapen van Duiven

Wapen van de gemeente Duiven

Het wapen van Duiven  is het wapen van de gemeente Duiven. De beschrijving luidt:
"In zilver 3 duiven van azuur, de eerste bedekt door een vrijkwartier van keel, beladen met een karbonkel van goud en over alles heen een hartschild van zilver (Kleef)."
Het schild is van zilver met daarop drie blauwe duiven. De duiven staan in 2-1. De linker duif is bedekt door een rood kwartier met daarop een gouden karbonkel. Hierover is een zilveren hartschild geplaatst. Het vrijkwartier is gelijk aan het wapen van het hertogdom Kleef, waartoe Duiven tot 1816 behoorde.
Het wapen is een zogenaamd sprekend wapen: de voorstelling toont (een deel van) de naam van de gemeente. Voorbeelden van andere sprekende wapens zijn die van Susteren en Hensbroek.
Het wapen werd pas in 1923 door de gemeenteraad aangevraagd. Op 10 september van dat jaar kreeg de gemeente Duiven, per Koninklijk Besluit, haar wapen verleend. Het wapen werd aangevraagd naar aanleiding van de bouw van de Statenzaal in het provinciehuis van Gelderland. In de zaal zouden glas-in-loodramen aangebracht worden met daarin de wapens van de toenmalige gemeentes van de provincie.